# 鎌倉芳太郎
鎌倉芳太郎（日语：／ Kamakura Yoshitarō，1898年10月19日—1983年8月3日），日本染織家、冲绳文化学者，他為首里城重建做出貢獻。代表作。石垣市榮譽市民、三木町榮譽町民。

## 略歷
- 1898年（明治31年），於香川縣三木郡冰上村（日语：氷上村）（今木田郡三木町大字氷上）出生。
- 1921年（大正10年），東京美術学校圖画師範科畢業。歷任沖繩縣女子師範学校、沖繩縣立第一高等女学校教職，研究沖繩美術工藝。此後擔任東京美術学校助教。1924年以後也繼續研究沖繩的美術工藝。
- 1944年（昭和19年）東京美術学校退休。開始從事染織家活動。
- 1973年（昭和48年）4月5日，被認定為重要無形文化財「型繪染」傳人（人間國寶）。

## 著作
- （編著、本文・写真共2分冊） 岩波書店 1982年
- 《古琉球型紙》（編著、全4卷） 京都書院 1974年
- 《鎌倉芳太郎 型繪染》 <人間国宝系列14> 講談社 1978年
- 《琉球の織物》 京都書院 1979年
- 《東洋の彫刻 復刻版》 <アジア学叢書> 大空社 2007年